# Українка (Амурський район)
Украї́нка (рос. Украинка) — селище у складі Амурського району Хабаровського краю, Росія. Входить до складу Литовського сільського поселення.

## Населення
Населення — 105 осіб (2010; 621 у 2002).
Національний склад (станом на 2002 рік):
- росіяни — 88 %